# Пушкарь, Алина Витальевна
Алина Витальевна Пушкарь (род. 4 мая 2003 года) — российский боксёр. Чемпионка России (2023 года), серебряный призёр чемпионата России (2024 года), бронзовый призёр чемпионата России (2021 года). Победитель Первенств России 2018, 2019, 2021 годов. Финалист Первенств Европы 2019, 2021 года. Победитель спортивных игр стран БРИКС (2024 года) Мастер спорта Российской Федерации. 
Член сборной команды Российской Федерации. 
Срок занятия боксом: 12 лет (с 2013 года) 

## Карьера
Алина родилась 4 мая 2003 года в городе Анапе Краснодарского края. Сначала занималась дзюдо, затем выбрала бокс. Тренируется под руководством Марины Голубевой.
В 2021 году на чемпионат России в Челябинске завоевала бронзовую медаль в весовой категории до 57 кг.
В 2022 году стала обладателем серебряной медали Всероссийской спартакиады в категории до 60 кг.
В 2023 году в Уфе на чемпионате России по боксу стала чемпионкой страны в категории до 63 кг. В финале победила спортсменку из Санкт-Петербурга Александру Ордину.
В 2024 году в составе сборной России приняла участие в соревнованиях в рамках Игр стран БРИКС. В категории до 63 кг завоевала золотую медаль.
Приказом министра спорта РФ № 73-нг от 25 июня 2021 года Алине присвоено спортивное звание Мастер спорта России.

## Достижения
- Чемпионка России 2023 года;
- Серебряный призёр чемпионата России 2024 года;
- Бронзовый призёр чемпионата России 2021 года;
- Чемпионка Игр стран БРИКС 2024 года;
- Серебряный призёр Всероссийской спартакиады 2022 года.